# Felanitx
Felanitx (spanisch Felanich) ist eine Gemeinde im Osten der spanischen Baleareninsel Mallorca. Der gleichnamige Hauptort liegt westlich zu Füßen des Gebirgszuges der „Serres de Llevant“. Weitere Ortschaften liegen verstreut auf dem fast 170 km² großen Gemeindegebiet. 

## Orte der Gemeinde
Zur Gemeinde Felanitx gehören folgende Orte:
- Ca’s Concos des Cavaller (436 / 941 Einwohner)
- Cala Ferrera (254 / 254 Einwohner), grenzt unmittelbar an Cala d’Or.
- Cala Serena (171 / 171 Einwohner)
- Es Carritxó ( – / 184 Einwohner)
- Felanitx (9878 / 9878 Einwohner)
- Portocolom (4184 / 4240 Einwohner)
- S’Horta       (601 / 1253 Einwohner)
- Son Mesquida ( – / 304 Einwohner)
- Son Negre ( – / 242 Einwohner)
- Son Proenç ( – / 314 Einwohner)
- Son Valls ( – / 188 Einwohner)

Die Einwohnerzahlen in Klammern stammen vom 1. Januar 2008. Die erste Zahl gibt dabei die Einwohner der geschlossenen Ortschaften an, die zweite Zahl die Einwohner der Orte einschließlich der hinzu zu rechnenden „verstreut“ lebenden Bevölkerung außerhalb der eigentlichen Siedlungen. (Quelle: INE)

## Einwohnerzusammensetzung
Die Gemeinde Felanitx hat 18.850 Einwohner (Stand: 2024). Im Jahr 2006 betrug der Ausländeranteil der Gemeinde 15,9 % (2.697), der Anteil deutscher Einwohner liegt bei 4,3 % (730).

## Geschichte
Die Besiedelung in Felanitx geht auf die Bronzezeit zurück, wo sich die ersten Menschen in Höhlen am Puig de Castell de Santueri ansiedelten. Der römische Name fenalicius ist abgeleitet von dem lateinischen fenum (Heu), was auf die landwirtschaftliche Bedeutung der Region hindeutet. Der Ort Felanitx wurde erst im 11. Jahrhundert von den Mauren gegründet. Bereits von weitem erkennt man die zahlreichen Windmühlen (nicht mehr funktionsfähig), die auf einem Felsrücken oberhalb des Ortes errichtet wurden und früher der Mehlproduktion dienten. Mallorquinische Kapern, Aprikosen und Mandeln sind heute wichtige Agrarprodukte.
Felanitx war das erste Weinanbaugebiet auf Mallorca. Ende des 18. Jahrhunderts wurden auf dem Gemeindegebiet auf einer Fläche von rund 2200 Hektar verschiedene Rebsorten angepflanzt. Gegen Ende des 19. Jahrhunderts vernichtete die Reblaus einen großen Teil der Rebstöcke. Heute kommen etwa 75 % des mallorquinischen Weißweins aus der Gegend rund um Felanitx.
Am Palmsonntag, 31. März 1844 starben 440 Menschen in Felanitx, als beim Kreuzweg eine Seitenstützwand der Kirche einstürzte. Weitere 200 Menschen wurden damals verletzt.
Felanitx ist heute vor allem für Weißwein, Kapern, Mandeln und das Keramik-Handwerk bekannt.

## Wochenmarkt
Jeden Sonntagvormittag findet in der Stadt ein Wochenmarkt statt.

## Söhne und Töchter der Stadt
- Joan Aulí i Caldentey (1796–1869), Organist und Komponist
- Miquel Barceló (* 1957), spanischer Maler und Bildhauer
- Miquel Oliver Bordoy (1877–1953), Heimatforscher
- Simón Barceló Obrador (1902–1958), Gründer der Grupo Barceló, einem internationalen Touristikkonzern
- Mariona Caldentey (* 1996), spanische Fußballspielerin
- Simón Febrer Serra (1895–1989), Radrennfahrer
- Jaume Antoni Obrador i Soler (1748–1803), spanischer Theologe und Priester
- Antoni Peña (* 1970), spanischer Langstreckenläufer
- Guillem Sagrera (1380–1456), spanischer Bildhauer, Baumeister und Architekt der Gotik
- Guillermo Timoner (1926–2023), spanischer Radsportler

## Ausflugsziele in der Nähe

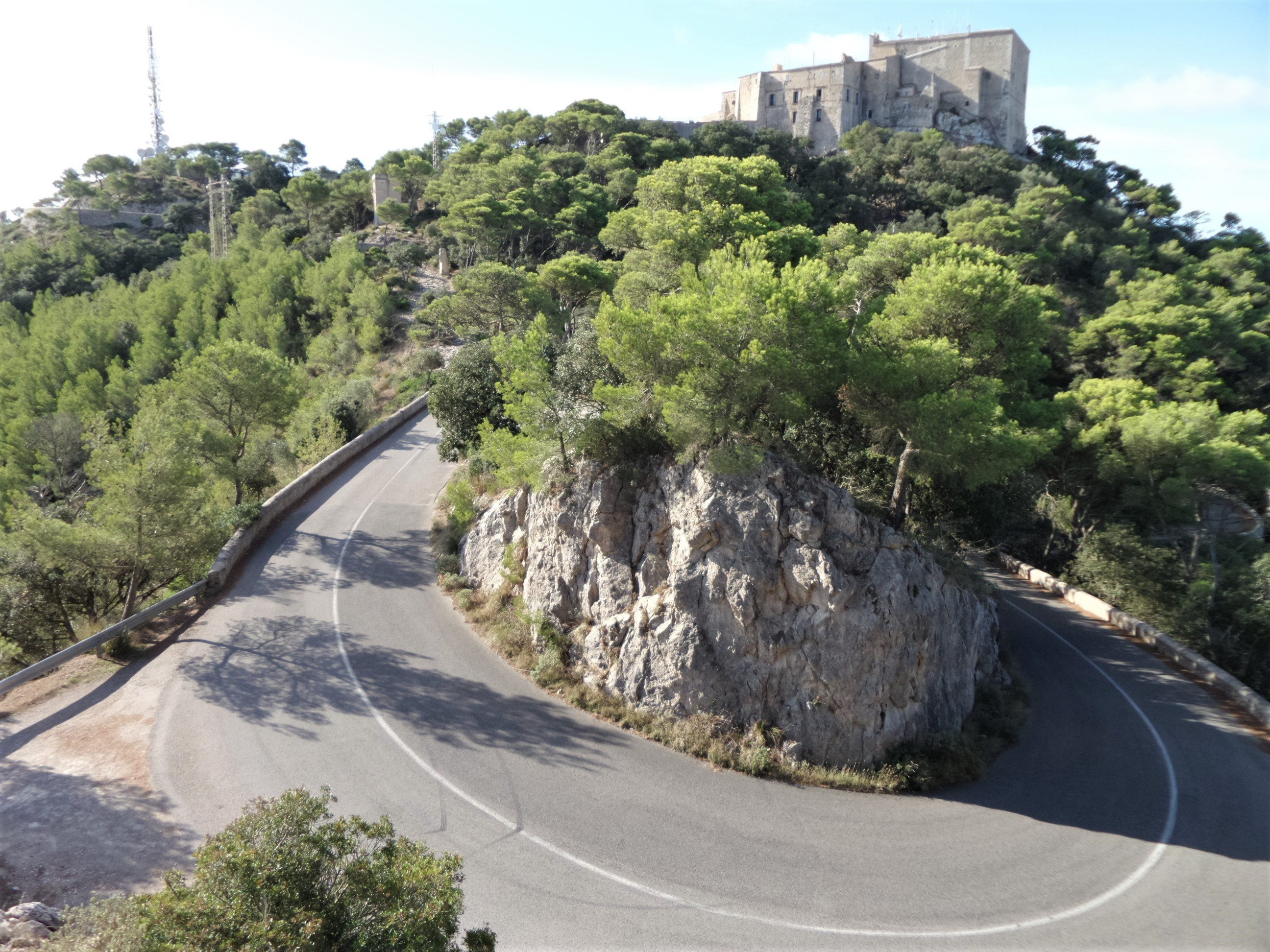
Santuari de Sant Salvador

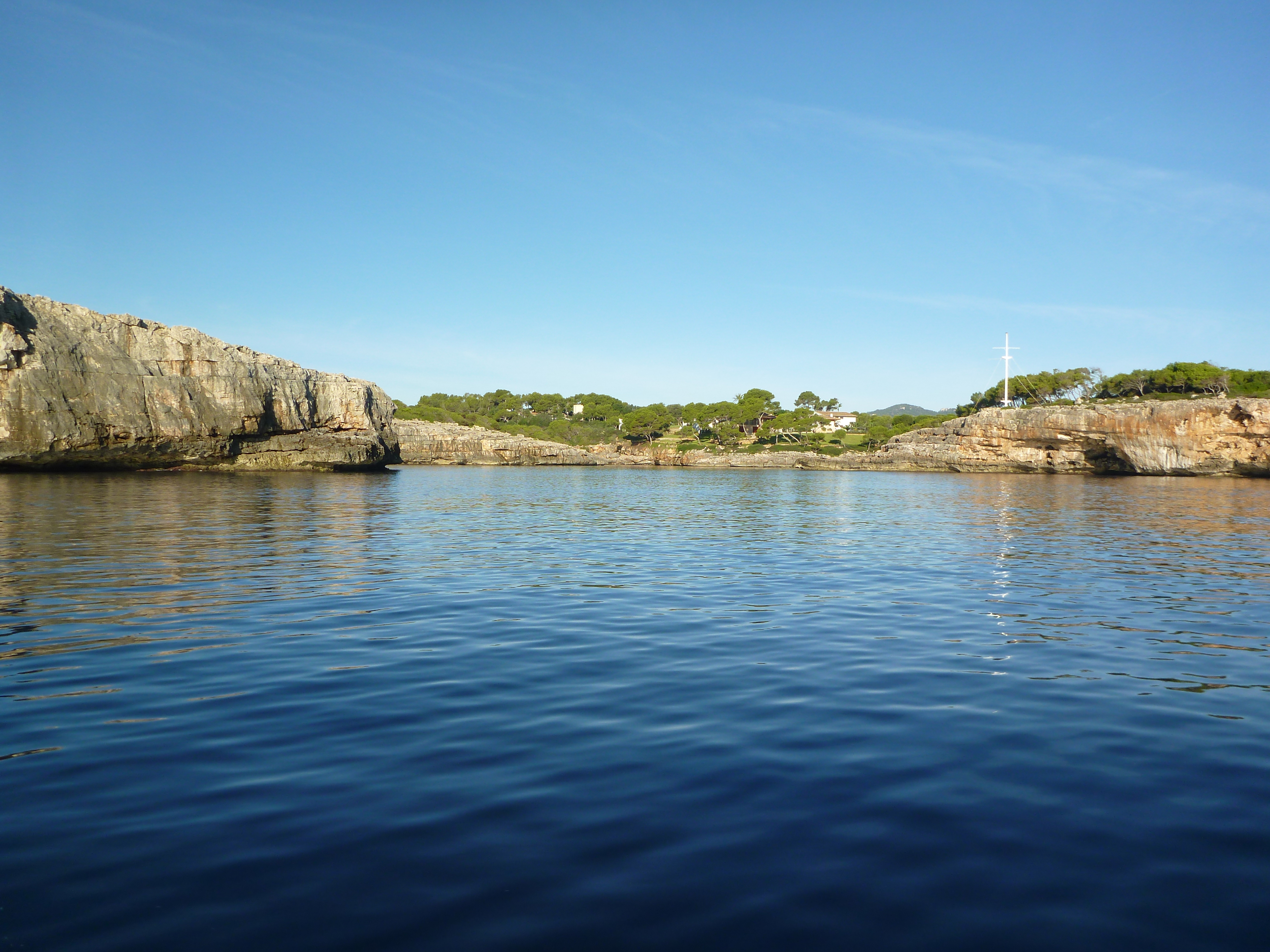
Cala sa Nau vom Meer

- Der Puig de Sant Salvador (509 Hm) in der Nähe von Felanitx ist ein beliebtes Ausflugsziel. Auf seinem Gipfel liegt das Santuari de Sant Salvador, eine Wallfahrtskirche und ein ehemaliges Kloster. Beeindruckend und weithin sichtbar sind die kolossale Christo Rei-Statue (35 m), sowie ein großes Steinkreuz (20 m) auf dem Puig des Milá etwas unterhalb. Vom Sant Salvador hat man einen Panoramablick über fast die ganze Insel. Die MA-4011, eine etwa 5,5 km lange Serpentinenstraße mit 6,4 % Steigung, führt auf den Berg hinauf und ist eine beliebte Radroute.
- Die Ruine des Castell de Santueri auf dem Puig de Castell de Santueri (500 Hm) liegt etwa 8 km von Felanitx entfernt. Von der Festung ist nicht viel übrig geblieben und der Eintritt nicht immer möglich. Ein Aufstieg lohnt sich wegen des schönen Ausblicks
- Die Bucht Cala sa Nau, gelegen an der Küste zwischen Cala d’Or und Portocolom, ist als Tauchrevier bekannt, insbesondere für das Höhlentauchen.
- Die aufgelassene Weinkellereigenossenschaft Felanitx liegt direkt am Stadtrand
- ehemaliges Kloster Convent de Sant Agustí und angeschlossene, imposante Kirche Església i convent de Sant Agustí.

## Strände im Gemeindegebiet
- Cala de s’Algar
- Cala Brafi
- Cala Marçal bei Portocolom
- Caló d’en Marçal
- Cala sa Nau
- Cala Mitjana

siehe auch: Strände und Buchten auf Mallorca